# Liste der FFH-Gebiete im Landkreis Fürth
Die Liste der FFH-Gebiete im Landkreis Fürth zeigt die FFH-Gebiete des mittelfränkischen Landkreises Fürth in Bayern.
Teilweise überschneiden sie sich mit bestehenden Natur-, Landschaftsschutz- und EU-Vogelschutzgebieten.
Im Landkreis befinden sich insgesamt fünf und zum Teil mit anderen Landkreisen überlappende FFH-Gebiete.
| Bibert und Haselbach                   |    | 6630-301 WDPA: 555521643 | Landkreis Ansbach, Landkreis Fürth                                    |  | ⊙ | 240,00   |  |
| Fürther und Zirndorfer Stadtwald       |    | 6531-301 WDPA: 555521589 | Fürth, Landkreis Fürth                                                |  | ⊙ | 828,00   |  |
| Sandheiden im mittelfränkischen Becken |    | 6432-301 WDPA: 555521542 | Landkreis Erlangen-Höchstadt, Landkreis Fürth                         |  | ⊙ | 1.168,00 |  |
| Weiherkette nördlich Weinzierlein      |    | 6531-371 WDPA: 555521590 | Landkreis Fürth                                                       |  | ⊙ | 5,26     |  |
| Zenn von Stöckach bis zur Mündung      | BW | 6530-371 WDPA: 555521588 | Landkreis Neustadt an der Aisch-Bad Windsheim, Landkreis Fürth, Fürth |  | ⊙ | 609,31   |  |
| Legende für Fauna-Flora-Habitat        |    |                          |                                                                       |  |   |          |  |